# Temporada de huracanes del Pacífico de 1993
La temporada de huracanes en el Pacífico de 1993 fue la quinta más intensa de la historia desde la temporada anterior. Esta temporada también produjo quince tormentas nombradas, catorce ciclones se desarrollaron dentro del área de responsabilidad del Centro Nacional de Huracanes (NHC), que se encuentra al este de 140°W además una tormenta formada de esa área. En la estimación se formaron 15 tormentas nombradas, 11 huracanes y 9 huracanes mayores (categoría 3 a mayor de la Escala de huracanes de Saffir-Simpson).  Esta temporada se registró en el índice de la Energía Ciclónica Acumulada de cualquier temporada en el registro, con un valor total de 201.785 considerado como la quinta temporada más intensa de la historia.
La temporada inició oficialmente inició el 15 de mayo en el Pacífico oriental e inició 1 de junio en el Pacífico central, estos finalizarán el 30 de noviembre de 1992 en ambas zonas. Estas fechas convencionalmente delimitan durante el período de cada año cuando la mayor parte de ciclones tropicales se forman en el océano Pacífico. Sin embargo, la formación de ciclones tropicales es posible en cualquier momento del año.
El ciclón tropical más fuerte de la temporada fue el huracán Lidia, que alcanzó la categoría 4 en la Escala de huracanes de Saffir-Simpson en el Océano Pacífico oriental y también fue el huracán más destructiva del Pacífico en ese momento. La tormenta más mortífera de la temporada fue el huracán Calvin, que mató a treinta y siete personas después de golpear a la península de Baja California y la huracán más costa fue la tormenta tropical Beatriz que causó $1.70 mil millones (USD 1993) en daños ocasionales en el suroeste de México, considerada como la huracán más costosa de la historia en esa región después del huracán Manuel de la temporada de 2013.
No se registraron tormentas nombradas en el mes de mayo después su inicio pero la actividad de los ciclones tropicales comenzó el 11 de junio cuando la huracán Adrian se formó en la costa del México como categoría 1. Se formaron tormentas se activó en julio, cuando se desarrollaron tres tormentas, incluyendo los huracanes Calvin, Dora y Eugene. La más intensa registrada fue en el mes de agosto, cuando se registraban seis tormentas nombradas incluyendo cinco huracanes mayores. En el mes septiembre, los huracanes Kenneth y Lidia se formaron incluyendo la depresión tropical Catorce-E. Octubre fue la más tranquila que se desarrollaron dos ciclones tropicales, uno es Norma y la última tormenta desarrollada de la temporada el 14 de octubre, Diecisiete-E.
El Pacífico Central vio muy poca actividad tropical, con un solo ciclón, el huracán Keoni, que se estaba desarrollando en esa región en particular. Sin embargo, muchas tormentas fuera de la temporada cruzaron el umbral hacia el Pacífico Central, muchas como huracanes e incluso huracanes mayores. 

## Resumen de la temporada
La temporada inició oficialmente inició el 15 de mayo en el Pacífico oriental e inició 1 de junio en el Pacífico central, estos finalizarán el 30 de noviembre de 1992 en ambas zonas. Estas fechas convencionalmente delimitan durante el período de cada año cuando la mayor parte de ciclones tropicales se forman en el océano Pacífico. Sin embargo, la formación de ciclones tropicales es posible en cualquier momento del año.
El ciclón más intenso de la temporada fue el huracán Lidia, un poderoso huracán de categoría 4 que tocó tierra en Sinaloa como categoría 2. Matando a siete personas, Lidia también causó grandes daños a la propiedad en México y Estados Unidos, ya que los remanentes del sistema combinados con un frente frío para producir clima severo en Texas. Sin embargo, la tormenta más notable de la temporada, en términos de muertes, fue el huracán Calvin. Originario de un área con clima alterado el 4 de julio, alcanzó una intensidad máxima de 110 mph (180 km/h) antes de tocar tierra cerca de Manzanillo, Colima, México.
Rápidamente debilitado debido a la interacción de la tierra con la costa mexicana, el huracán volvió a emerger en las aguas del Pacífico, aunque la tormenta no se fortaleció, y continuó debilitándose a medida que avanzaba hacia el noroeste. El 8 de julio, Calvin hizo una segunda y última recalada en el extremo sur de la península de Baja California antes de debilitarse a una depresión tropical y disiparse el 9 de julio. Al menos 34 muertes se pueden atribuir al sistema, así como $32 millones (1993 USD) o más en daños.
El índice de Energía Ciclónica Acumulada (ECA) para la temporada de huracanes en el Pacífico de 1992 en total fue 201.785 unidades (180.34 unidades en el Pacífico Oriental y 21,445 unidades en el Pacífico Central). Esta temporada tuvo el quinto más alto de la Energía Ciclónica Acumulada de cualquier temporada en el registro. 

## Ciclones tropicales

### Huracán Adrian
El 11 de junio, un área de actividad de lluvia y tormentas eléctricas situada aproximadamente a 835 millas (1.344 km) se intensificó en una depresión tropical. Incrustada dentro de un flujo de dirección débil, la depresión inicialmente se desplazó hacia el oeste, y comenzó a organizarse por encima de las altas temperaturas de la superficie del mar y la baja cizalladura del viento. Dieciocho horas después de la formación, la depresión se convirtió en tormenta tropical, llevando el nombre de Adrián y convirtiéndose en la primera tormenta tropical de la temporada. 
Girando hacia el noroeste, Adrian se fortaleció gradualmente para alcanzar el estado de huracán a las 12:00 UTC del 15 de junio, y la tormenta alcanzó una intensidad máxima de 85 mph (140 km/h) y una presión barométrica mínima de 979 mbar (hPa; 28.90 inHg) al principio del siguiente día. Sin embargo, el sistema giró en el sentido de las agujas del reloj hacia el sudeste, la cizalladura del viento comenzó a afectar al ciclón, y Adrian se debilitó a una tormenta tropical el 17 de junio.
Convirtiéndose casi estacionario, Adrian se debilitó aún más a una depresión tropical tarde el mismo día, y se disipó a las 18:00 UTC del 19 de junio. Adrián nunca impacto a tierra.

### Tormenta tropical Beatriz
La segunda tormenta nombrada de la temporada se originó en un área de lento movimiento de nubosidad creciente sobre el Golfo de Tehuantepec el 14 de junio. Moviéndose poco, se formó una amplia área de baja presión dentro de la masa, pero el área permaneció desorganizada, aunque una onda tropical se movió hasta el 16 de junio. Sin embargo, otra ola tropical se movió el 18 de junio, y el área de nubosidad gradualmente se concentró más, y el análisis posterior a la tormenta indicó que una depresión tropical se formó el 18 de junio cerca de Huatulco a medida que aumentaba el anillado. Se emitió un informe de los vientos máximos de tormenta tropical de un barco, y la depresión se mejoró rápidamente a la tormenta tropical que fue nombrada Beatriz.
Beatriz se trasladó al noroeste debido a la influencia del flujo de salida de la tormenta tropical Arlene en el Golfo de México, alcanzando brevemente su intensidad máxima de 105 km/h el 19 de junio poco antes de tocar tierra cerca de Puerto Escondido, Oaxaca. La tormenta rápidamente tocó tierra en Puerto Escondido, Oaxaca. Beatriz se debilitó rápidamente después de tocar tierra, disipándose sobre el terreno montañoso del suroeste de México, aunque la nubosidad remanente asociada a la circulación de la tormenta se extendió por partes del oeste del Golfo de México el 20 de junio.
Beatriz causó daños extensos en el suroeste de México, especialmente por fuertes lluvias e inundaciones, con los más altos totales de lluvia de entre cinco y diez pulgadas que ocurren en Oaxaca, con totales aún mayores de 11.97 pulgadas (304 mm) y 15.46 pulgadas (393 mm) de Las Pilas y Salina Cruz. Se reportaron seis muertes en los estados mexicanos de Morelos y Veracruz por inundaciones y árboles caídos atribuidos a Beatriz. Las pérdidas totales de la tormenta ascendieron a $1.7 mil millones (1993 USD, $2.73 mil millones 2017 USD).

### Depresión tropical Tres-E
El 12 de junio, una onda tropical se movió fuera de la costa occidental de África y cruzó el Océano Atlántico con poco o ningún desarrollo. Avanzando hacia el Océano Pacífico, se estima que una depresión tropical se formó en la medianoche del 27 de junio. Inicialmente se movía hacia el noroeste, la depresión, conocida como Tres E, se organizó un poco mejor a medida que se acercaba a la costa mexicana. Veinticuatro horas después, la depresión se encontraba aproximadamente a 50 millas (80 km) de la costa de México, cerca de Puerto Escondido. Poco después, la depresión comenzó a debilitarse, probablemente debido a la interacción con la tierra. Girando hacia el oeste-noroeste, la depresión aceleró en su movimiento hacia adelante, mientras permanecía en un estado desorganizado. Poco después, la Tres-E se volvió hacia el noroeste y comenzó a organizarse una vez más. 
Las imágenes de satélite del 30 de junio revelaron que la depresión estaba cerca de la fuerza de la tormenta tropical, aunque el sistema aún carecía de lo organizado para declararse como tal. Durante los siguientes días, Tres-E hizo la transición en movimiento entre el norte y el noroeste, y para el 1 de julio, la depresión se acercó a Baja California. Sin embargo, probablemente debido a temperaturas de la superficie del mar más frías y una mayor cizalladura del viento, la mayor parte de la convección asociada con el sistema se había disipado antes de llegar a la parte sur de Baja California. En la medianoche del 2 de julio, la depresión se disipó a poca distancia al norte de La Paz, Baja California Sur. 
Poco antes de la formación de la depresión tropical Tres-E, se informa que las fuertes lluvias locales cayeron sobre partes de los estados de Chiapas, Oaxaca y Tabasco, donde las precipitaciones de 24 horas totalizan 8.80 pulgadas (224 mm), 8.69 pulgadas (221 mm) y se informaron 8.39 pulgadas (213 mm), respectivamente. En Atoyac y Acapulco, se reportaron precipitaciones totales de 24 horas de 7.26 pulgadas (184 mm) y 6 pulgadas (150 mm).
Además, entre el 26 de junio y el 29 de junio, Acapulco reportó un total de precipitaciones de 4 días de 11.89 pulgadas (302 mm). Por último, según una historia de Associated Press, 300 familias fueron evacuadas en México, aunque se desconoce un lugar específico. No se informaron muertes o daños en asociación con la depresión tropical. 

## Nombres de los ciclones tropicales
| Océano Pacífico nororiental y central                                  | Océano Pacífico nororiental y central                                               | Océano Pacífico nororiental y central |
| ---------------------------------------------------------------------- | ----------------------------------------------------------------------------------- | --- |
| - Adrian - Beatriz - Calvin - Dora - Eugene - Fernanda - Greg - Hilary | - Irwin - Jova - Kenneth - Lidia - Max - Norma - Otis (sin usar) - Pilar (sin usar) | - Ramón (sin usar) - Selma (sin usar) - Todd (sin usar) - Verónica (sin usar) - Wiley (sin usar) - Xina (sin usar) - York (sin usar) - Zelda (sin usar) |
| Océano Pacífico central                                                |                                                                                     | |
| - Keoni - Li (sin usar)                                                | - Mele (sin usar) - Nona (sin usar)                                                 | - Oliwa (sin usar) - Paka (sin usar) |

Los ciclones tropicales son fenómenos que pueden durar desde unas cuantas horas hasta un par de semanas o más. Por ello, puede haber más de un ciclón tropical al mismo tiempo y en una misma región. Los pronosticadores meteorológicos asignan a cada ciclón tropical un nombre de una lista predeterminada, para identificarlo más fácilmente sin confundirlo con otros. La Organización Meteorológica Mundial (OMM) ha designado centros meteorológicos regionales especializados a efectos de monitorear y nombrar los ciclones.
Los siguientes nombres serán usados para los ciclones tropicales que se formen en el océano Pacífico este y central en 1993. Los nombres no usados están marcados con gris, y los nombres en negrita son de las tormentas formadas. Los nombres retirados, en caso, serán anunciados por la Organización Meteorológica Mundial en la primavera de 1994. Los nombres que no fueron retirados serán usados de nuevo en la temporada del 1987. Esta es la misma lista utilizada en la temporada del 1999.